# Жовна (рід)
Жовна́ (Picus) — рід птахів родини Дятлові, що проживають у Європі, Азії та Північній Америці.

## Види
Згідно з МСОП налічується 14 видів роду жовна:
- Жовна мала (Picus chlorolophus) — Індійський субконтинент, Південно-східна Азія
- Жовна червонокрила (Picus puniceus) — Сунда
- Жовна смугасточерева (Picus viridanus) — Південно-східна Азія
- Жовна чорновуса (Picus vittatus) — Південно-східна Азія
- Жовна білоброва (Picus xanthopygaeus) — Індійський субконтинент, Південно-східна Азія, південь Китаю
- Жовна афганська (Picus squamatus) — Афганістан, Індія, Непал, Пакистан, Туркменістан
- Жовна японська (Picus awokera) — Японія
- Жовна зелена (Picus viridis) — Європа, Туреччина, Кавказ, Іран, Ірак
- Жовна іберійська (Picus sharpei) — Португалія, Іспанія, Андорра, південь Франції
- Жовна атласька (Picus vaillantii) — північ Марокко, північ Алжиру, північ Тунісу
- Жовна в'єтнамська (Picus rabieri) — Південно-східна Азія
- Жовна червоногуза (Picus erythropygius) — Південно-східна Азія
- Жовна сива (Picus canus) — Євразія від Франції та Норвегії до північної Японії
- Жовна суматранська (Picus dedemi) — ендемік Суматри, Індонезія

Вимерлі види:
- Picus peregrinabundus Umans'ka, 1981 — з верхнього міоцену Одещини, Україна
- Picus pliocaenicus Kessler, 2013 — з нижнього пліоцену Угорщини

## Етимологія
Назва походить від праслов'янського *жълна, споріднене з багатьма слов'янськими назвами птаха, а також литовським gilna, латвійським dzilna. Етимологію виводить або від праслов'янського *жълт — «жовтий», або з індоєвропейського *gel — «колоти, жалити; довбати».